# Margot Trooger
Margot Elfriede Schulze-Trooger (Rositz, Thüringen, 2 juni 1923 - Mörlenbach, Odenwald, 24 april 1994) was een Duits actrice. Ze is het bekendst van Pippi Langkous, waarin ze Tante Pastellia speelde. Ook was ze te zien in Edgar Wallace-films. Als theateractrice speelde ze bijvoorbeeld in het Wuppertal Theater en het Deutsches Schauspielhaus. Daarnaast was Trooger aanwezig bij de Wereldtentoonstelling van 1958. 
Zij was getrouwd met Jörg Zimmermann van wie zij in 1964 scheidde. Trooger had later een relatie met Will Quadflieg. Zij kregen dochter Sabrina Trooger (10 april 1955), die eveneens acteert. Margot Trooger overleed op 70-jarige leeftijd in haar huis in Mörlenbach aan de gevolgen van longfibrose. 

## Filmografie
- 1949: Ich mach dich glücklich
- 1952: Lockende Sterne
- 1952: Wenn abends die Heide träumt
- 1954: Die Stadt ist voller Geheimnisse
- 1954: Das Bekenntnis der Ina Kahr
- 1955: Rosen im Herbst
- 1957: Nebel (televisie)
- 1958: Die Bernauerin (televisie)
- 1959: Konto ausgeglichen (televisie)
- 1959: Die Gerechten (televisie)
- 1959: Peterchens Mondfahrt (televisie)
- 1960: Die Dame in der schwarzen Robe (televisie)
- 1960: Jeanne D’Arc auf dem Scheiterhaufen (televisie)
- 1960: Gaslicht (televisie)
- 1961: Vorsätzlich (televisie)
- 1962: Das Halstuch (televisie-meerdeler van Francis Durbridge)
- 1962: Lockende Tiefe (televisie)
- 1962: Nur tote Zeugen schweigen
- 1962: Das lange Weihnachtsmahl (televisie)
- 1963: Candida (televisie)
- 1963: In einer fremden Stadt (televisie)
- 1963: Elf Jahre und ein Tag
- 1964: Ein Frauenarzt klagt an
- 1964: Der Hexer
- 1964: Drei von uns / Zwischenlandung Düsseldorf
- 1964: Das Verrätertor
- 1965: Die letzte Vorstellung (televisie)
- 1965: Die schwedische Jungfrau
- 1965: Und nicht mehr Jessica (televisie)
- 1965: Heidi, Oostenrijk
- 1965: Klaus Fuchs – Geschichte eines Atomverrats (televisie)
- 1965: Neues vom Hexer
- 1966: Intercontinental Express (televisieserie, 1 aflevering)
- 1966: Die venezianische Tür (televisie)
- 1966: Angeklagt nach § 218
- 1966: Der Fall Rouger (televisie)
- 1966: Unser Sohn Nicki (televisieserie)
- 1966: Der Kirschgarten (televisie)
- 1966: Raumpatrouille - Der Kampf um die Sonne (televisieserie)
- 1967: La grande sauterelle
- 1967: Das Rasthaus der grausamen Puppen
- 1967: Die spanische Puppe (televisie)
- 1968: Jet Generation
- 1968: Gefangene bei Hitler und Stalin (televisie)
- 1968: Familie Mack verändert sich ((televisieserie))
- 1968: Haus Herzenstod (televisie)
- 1968: Dem Täter auf der Spur - Schrott (televisieserie)
- 1969: Ich bin ein Elefant, Madame
- 1969: Pippi Langstrumpf (televisieserie, 11 afleveringen), Zweden
- 1969: Pippi Langstrumpf
- 1969: Ellenbogenspiele
- 1969: Pippi geht von Bord, Zweden
- 1969: Van de Velde: Das Leben zu zweit – Die Sexualität in der Ehe
- 1969: Christoph Kolumbus oder Die Entdeckung Amerikas (televisie)
- 1969: Dem Täter auf der Spur - Das Fenster zum Garten (televisieserie)
- 1970: FBI – Francesco Bertolazzi investigatore (miniserie, 6 afleveringen)
- 1970: Dem Täter auf der Spur - Puppen reden nicht (televisieserie)
- 1971: Dem Täter auf der Spur - Flugstunde (televisieserie)
- 1971: Wir hau’n den Hauswirt in die Pfanne
- 1971: Rosy und der Herr aus Bonn
- 1972: Das Kurheim - Monika (televisieserie)
- 1973: Einfach davonsegeln! (televisie)
- 1974: Mordkommission - Das Verschwinden von Karin Klar (televisieserie)
- 1974: Auch ich war nur ein mittelmäßiger Schüler
- 1974: Histoires insolites - Les gens de l’été (televisieserie)
- 1974: Der Herr Kottnik (televisieserie, 13 afleveringen)
- 1975: Tatort: Wodka Bitter-Lemon (televisieserie)
- 1976: Feinde (televisie)
- 1977: Der Abgeordnete von Bombignac (televisie)